# Ист Вандергрифт (Пенсилванија)
Ист Вандергрифт (енгл. East Vandergrift) град је у америчкој савезној држави Пенсилванија.

## Демографија
По попису из 2010. године број становника је 674, што је 68 (-9,2%) становника мање него 2000. године.
| Група             | 2000.       | 2010.       |
| Белци             | 739 (99,6%) | 641 (95,1%) |
| Афроамериканци    | 1 (0,1%)    | 13 (1,9%)   |
| Азијати           | 0 (0,0%)    | 4 (0,6%)    |
| Хиспаноамериканци | 0 (0,0%)    | 7 (1,0%)    |
| Укупно            | 742         | 674         |